# Lenin (huyện)
Huyện Lenin (tiếng Ukraina: Ленінський район, chuyển tự: Lenins’kyi raion) là một huyện của thành phố Sevastopol thuộc Nga. Huyện Lenin có diện tích 19 kilômét vuông, dân số theo điều tra dân số ngày 5 tháng 12 năm 2001 là 110949 người với mật độ 5839 người/km2. Trung tâm huyện nằm ở ?.